# Helmut Reinicke

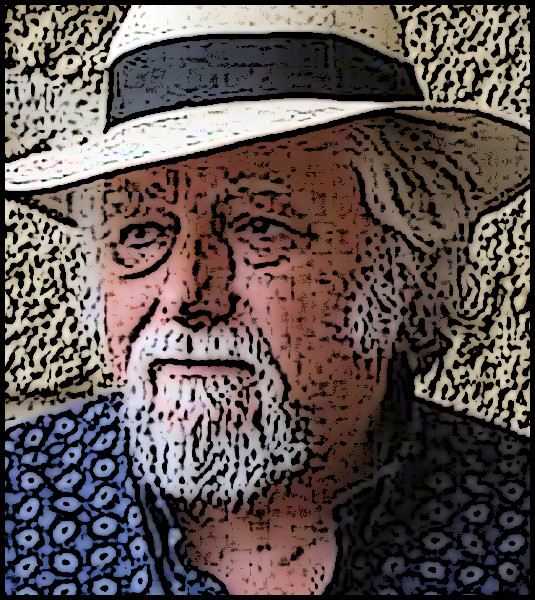
Helmut Reinicke (1941–2018)

Helmut Reinicke (* 4. August 1941; † 22. Oktober 2018) war ein deutscher Soziologe und Philosoph.
Er war politischer Aktivist im Sozialistischen Deutschen Studentenbund (SDS) und Mitbegründer des Instituts für Sozialhistorische Forschung.

## Leben
Reinicke studierte ab 1961 zunächst drei Semester Soziologie an der Universität Marburg. Er wechselte dann an die Universität Frankfurt am Main, wo er sich vor allem mit Kritischer Theorie befasste. Während des ersten Teils seiner Studienzeit in Marburg und Frankfurt unternahm er auch Reisen nach Berlin, wo er an den Westberliner Hochschulen mit Kommilitoninnen diskutierte und in Ost-Berlin marxistische Literatur erwarb. Bei einem dieser Aufenthalte in Ost-Berlin wurde er unter dem Verdacht der staatsfeindlichen Tätigkeit im Februar 1962 von den DDR-Behörden verhaftet und nach viermonatiger Untersuchungshaft im Juni 1962 von einem Gericht freigesprochen.
1963 ging er für ein Auslandsstudium an das San Francisco State College in Kalifornien. Dieses Studium schloss er im Herbst 1964 mit einem Bachelor of Arts ab. Dann reiste er in den Bundesstaat Mississippi, wo er Kontakt zur Bürgerrechtsbewegung aufnahm. Reinicke wurde Mitglied im Student Nonviolent Coordinating Committee (SNCC), das zur Bürgerrechtsbewegung gehörte.
Zum Sommersemester 1965 kehrte Reinicke nach Deutschland zurück, um seine Studien bei Adorno und Horkheimer fortzusetzen. Im Sommer 1965 trat er dem Sozialistischen Deutscher Studentenbund (SDS) bei. Reinicke zählte zu den aktiven Mitglieder des SDS. In Frankfurt lernte er auch den Philosophen Alfred Schmidt kennen, der sein Mentor wurde. 1972 wurde Reinicke bei ihm im Fach Philosophie promoviert. Im Anschluss an die Promotion war er im Fachbereich Gesellschaftswissenschaften der Universität Frankfurt als wissenschaftlicher Mitarbeiter tätig.
Zum Wintersemester 1995/96 übernahm Reinicke den Lehrstuhl für Philosophie an der Bildungswissenschaftlichen Hochschule Flensburg (Name ab 2000: Universität Flensburg). Er wurde Nachfolger von Arthur Kühn und lehrte dort – von einer schweren Krankheit unterbrochen – bis zu seiner Emeritierung im März 2002. Seit dem Ende seiner Lehrtätigkeit lebte Reinicke in einem Landhaus in der Nähe der südfranzösischen Gemeinde Vauvert.

## Forschungsschwerpunkte
Im Sommer 1975 gründete Reinicke mit einigen Kommilitonen von der Universität Frankfurt das Institut für Sozialhistorische Forschung. Die Zeitschrift des Instituts war das Digger Journal. Die Forschungskozeption wird im Editorial so beschrieben: „Der »Digger« will ein Sensorium erarbeiten für jene Phänomene, die gemeinhin der Theorie als Abstraktionsform versperrt bleiben. Dies umfaßt die Konstitutionsmomente emanzipatorischer Lebensformen, sowie deren Verhinderung durch die Reproduktionen der Formen der gegenwärtigen Alltäglichkeit.“ An anderer Stelle ist das als Mikrologie der Gebrauchswerte beschrieben (Revolt im bürgerlichen Erbe. Gebrauchswert und Mikrologie).
In einer Publikation der Universität Flensburg über die Arbeits- und Forschungsergebnisse der Jahre 1998 bis 2000 nennt Reinicke als eigene Forschungsschwerpunkte:
- die Ideologiebildung in den Sozialwissenschaften, der Ökonomie und der Alltagssprache und ihre Kritik,
- das Fremde und das Eigene sowie
- Aspekte des Fremden in der europäischen und asiatischen Kultur.

Anlässlich seiner Emeritierung beschrieb Reinicke sein Forschungsinteresse betont unakademisch:
„Seit Jahrzehnten habe ich philosophische Spaziergänge unternommen. An unserer Universität, an der ich ein Solitär war für das Fach Philosophie, waren diese Spaziergänge als Vorlesungen eingekleidet, und dabei wurde unter die Lupe genommen, was in diesem Denkherbarium im Schwange war, Ärgernis oder Heiterkeit bereitet; die Alten wurden herangezogen, – kurz, diese Spaziergänge waren Volten über den Lehrbetrieb hinaus zur Bildung einer Weltgeschmeidigkeit, mit der man dann Texte und das Erdenrund für den Hausgebrauch dechiffrieren können sollte.“

## Veröffentlichungen

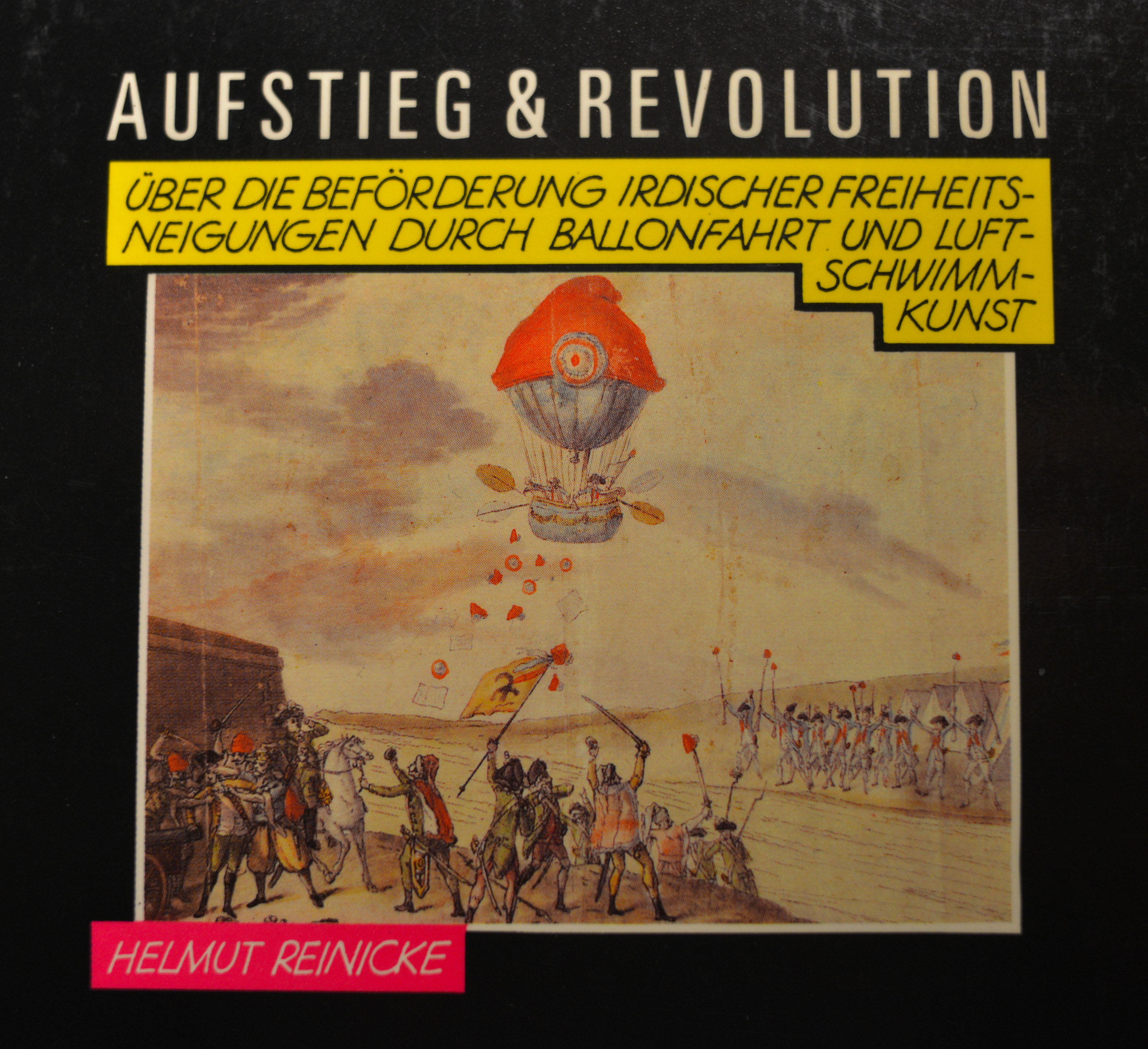
Buchtitel von 1988

(Quelle:)

### Monographien
1. Friedrich Engels: „Wir reklamieren den Inhalt der Geschichte.“ Merve, Berlin 1973.
2. Für Krahl. Merve, Berlin 1973.
3. Materie und Revolution. Eine materialistisch-erkenntnistheoretische Untersuchung zur Philosophie von Ernst Bloch. Scriptor, Kronberg 1974.
4. Ware und Dialektik. Luchterhand, Darmstadt/Neuwied 1974, ISBN 3-472-87024-9.
5. Revolt im bürgerlichen Erbe. Gebrauchswert und Mikrologie. Achenbach, Giessen/Lollar 1975, ISBN 3-87958-010-3.
6. Dialettica e proletarioato. Dibattito sui „Grundrisse“ di Marx. Zusammen mit Martin Nicolaus und Moishe Postone, La Nuova Italia, Firenze 1978.
7. Register. Georg Wilhelm Friedrich Hegel. Werke in zwanzig Bänden. Suhrkamp, Frankfurt am Main 1979, ISBN 3-518-28221-2.
8. Gaunerwirtschaft. Die erstaunlichen Abenteuer hebräischer Spitzbuben in Deutschland. Transit, Berlin 1983, ISBN 9783887470135.
9. Heroinszene. Selbst- und Fremddefinition einer Subkultur. Zusammen mit Peter Noller, Schriftenreihe des Instituts für sozialhistorische Forschung, Campus, Frankfurt am Main 1987.
10. Märchenwälder. Ein Abgesang. Transit, Berlin 1987 ISBN 3887470443.
11. Aufstieg & Revolution. Über die Beförderung irdischer Freiheitsneigungen durch Ballonfahrt und Luftschwimmkunst. Transit, Berlin 1988, ISBN 978-3-88747-051-7.
12. Wilde Kälten 1492. Die Entdeckung Europas.Verlag für Interkulturelle Kommunikation, Frankfurt 1992, ISBN 3889390528.
13. „Verdammtes Mexiko!“ Notizen aus dem Gefängnis. Unrast, Münster 1997, ISBN 978-3-928300-61-2.
14. Deutschland hebt ab. Der Zeppelinkult – Zur Sozialpathologie der Deutschen. Papyrossa, Köln 1998, ISBN 978-3-89438-164-6.
15. Kryptogramme der Macht. Philosophische Attacken. Ca ira, Freiburg im Breisgau 1998, ISBN 3-924627-54-1.
16. Rudi Dutschke – Aufrecht Gehen. 1968 und der libertäre Kommunismus. Laika, Hamburg 2012, ISBN 978-3-9422-8181-2.

### Herausgeberschaften
1. Revolution der Utopie. Texte von und über Ernst Bloch. Campus, Frankfurt am Main 1979, ISBN 3-593-32386-9.
2. Marie Wegrainer: Der Lebensroman einer Arbeiterfrau. Herausgegeben und eingeleitet zusammen mit Lutz Ziegenbald und Peter Noller, Schriftenreihe des Instituts für Sozialhistorische Forschung, Campus, Frankfurt am Main 1979.
3. Edward P. Thompson: Das Elend der Theorie. Zur Produktion geschichtlicher Erfahrung. Schriftenreihe des Instituts für Sozialhistorische Forschung, Campus, Frankfurt am Main 1980.

### Übersetzung
1. Herbert Marcuse: Versuch über die Befreiung. Titel der Originalausgabe: An Essay on Liberation, Übersetzung zusammen mit Alfred Schmidt. Suhrkamp, Frankfurt am Main 1969.

### Buchbeiträge, Aufsätze, Rundfunksendungen
1. Ideologie und Utopie. Westdeutscher Rundfunk, August 1968.
2. Karl Marx und der Positivismus. Zur neueren Rezeption der Frankfurter Schule. Westdeutscher Rundfunk, Mai 1970.
3. Interview mit Herbert Marcuse. express international, April 1970, Sozialistische Correspondenz, Heft 38/39 1970.
4. Ware und Dialektik. Politikon, Mai 1971.
5. Sozialrevolutionäre Gruppen in den USA. Kursbuch 22, 1971.
6. Ware und Dialektik. Archiv für Rechts- und Sozialphilosophie, Vol. 1971, FV II/4.
7. Socialismus und Communismus als Kooperativbewegung in der bürgerlichen Gesellschaft. Einleitung zu Heinrich Semmler: Socialismus und Communismus in Nordamerika. Auvermann, Glashütten im Taunus 1973.

### Rezensionen
1. Affirmative Zukunft und Kritik. Kursbuch 14 Zukunft der Kritik. Hessischer Rundfunk, November 1968.
2. Jindřich Zelený: Die Wissenschaftslogik bei Marx und „Das Kapital“. Hessischer Rundfunk 1969.

### Vorträge
1. Historische Logik und Erfahrung. Universität Paderborn, März 1976.
2. Theory and Student Politics. Sociological Society, Dublin, Oktober 1976.
3. Critical Remarks to Althusser. Departmental Seminar, Department of Sociology, Trinity College, Dublin, Februar 1977.